# Gustavo Camerini
Gustavo Camerini (Alessandria d'Egitto, 1º settembre 1907 – Varese, 26 settembre 2001) è stato un antifascista, avvocato e scrittore italiano, nonché ufficiale pluridecorato della Legione straniera francese.

## Biografia
Nacque ad Alessandria d'Egitto il 1º settembre 1907, figlio di un banchiere. Dopo il servizio militare effettuato in Italia nel 1929, proseguì gli studi universitari in giurisprudenza laureandosi. Di religione ebraica, nel 1938 emigrò in Francia per sfuggire alle leggi razziali e nel settembre 1939, a Parigi, con lo scoppio della seconda guerra mondiale, si arruolò nella Legione straniera.
Il 1º marzo del 1940 fu promosso sottotenente e distaccato alla 13e Demi-brigade de Légion étrangère (13ª DBLE) con la quale combatté, a partire dal 4 maggio, durante la campagna di Norvegia. All'atto dell'evacuazione del corpo di spedizione alleato (Operazione Alphabet) rientrò in Francia, sbarcando a Brest il 10 giugno. Poco prima della firma dell'armistizio rispose al proclama lanciato dal generale Charles de Gaulle e il 18 giugno si trasferì in Gran Bretagna entrando a far parte delle Forze francesi libere, la Francia libera, con lo pseudonimo di Clarence.
Nel settembre 1940 partecipò alla spedizione a Dakar, venendo promosso tenente il 25 febbraio 1941. Prese poi parte alla fase finale delle operazioni in Africa Orientale Italiana distinguendosi in Eritrea, dove rimase ferito durante l'occupazione di Massaua l'8 aprile 1941. Partecipò poi alle operazioni militari per l'occupazione della Siria e del Libano (Operazione Exporter), e a partire dal mese di giugno a quelle in Africa settentrionale. Si distinse nella battaglia di Bir Hakeim (maggio-giugno 1942), nella battaglia di El Alamein e nella campagna di Tunisia.
Durante la campagna d'Italia fu ferito l'8 maggio 1944 a Pontecorvo e a Radicofani. Promosso capitano per merito di guerra, fu distaccato presso l'ambasciata francese a Roma, ma il 12 ottobre 1945, a Parigi, fu congedato. Ritornato in Italia riprese l'attività di avvocato di diritto internazionale presso la Corte d'appello di Milano e poi presso la Suprema Corte di cassazione di Roma. Fu anche membro del consiglio del Consolato di Francia di Milano. 

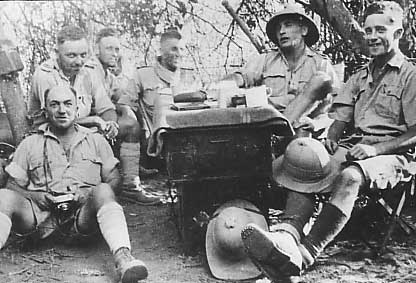
Eritrea 1941, posto comando della Legione straniera. Quarto da sinistra il tenente Gustavo Camerini e quinto il capitano Dimitri Amilakhvari.

Fu tra le 1.038 personalità insignite della prestigiosa onorificenza dell'Ordine della Liberazione, istituita nel 1940 a Brazzaville da Charles De Gaulle. Inoltre è stato decorato di Commendatore della Legion d'onore, Compagno della Liberazione, Croce di guerra 1939-1945 (Francia), Medaglia coloniale, Medaglia dei feriti, Medaglia del levante, Ordine di Sant'Olaf (Norvegia) e Croce di guerra (Norvegia). Si spense a Varese il 26 settembre 2001.

## Pubblicazioni
- Ce soir nous monterons tous au paradis, Ed. A. BarthélémY, 2002. Biografia.

### Periodici
- Amicale d'Italie, in Képi blanc', n. 70, luglio 2008, Aubagne, p. 58.